# Pagani zonda
Pagani zonda je sportski automobil koji proizvodi firma Pagani u Italiji. Debitovala je 1999. godine a i danas je jedan je od najboljih automobila. Proizvodi se 25 primeraka godišnje, a do kraja 2006. je proizvedeno ukupno 60 primeraka. Radi se o dvosedu čija je konstrukcija napravljena uglavnom od karbon fibera .

## 1999 Zonda C12
C12 je debitovala 1999. na motor šou u Ženevi. Mašina je imala 5987 kubika (Mercedes-Benz M120 V12) i dostizala je brzinu od 340 km/h i snagu od 408 PS pri 5200 obrtaja u minuti. Od 0-100 km/h je dostizala za 4,2 sekunde. Proizvedeno je samo 5 primeraka a cena je bila 320 000 dolara.

## 2000 Zonda C12 S
C12 S je koristila motor od 7010 kubika, sa 550 konjskih snaga. Stotku dostiže za 3,7 sekundi a maksimalna brzina je 350 km/h. Cena je 350 000 dolara i proizvedeno je 15 primeraka.

## 2002 Zonda C12 S 7.3
C12 S 7.3 ima 7291 kubika koristeći najveći ikad napravljen V12 motor. Motor je napravljen od strane Mercedes-Benz AMG, sa 408KW, 0-100 km/h za 3,5 sekunde i maksimalnom brzinom od 360 km/h. Napravljena je i kabriolet verzija od 40 primeraka. 2005. godine je napravljeno 9 kabrioleta. Krajem januara 2006. Motor Trend je objavio da je proizvedena 60-ta zonda.
Na testu Top Gear, ispalo je da zonda ne može pobediti Jaguar XJ220 iako ima duplo veći motor i iako je napravljen od najsavremenijih materijala. Ali jaguar je imao turbo punjač a zonda nije imala.

## 2003 Zonda GR
Razvoj zonda GR je počeo decembra 2002. Tada je zonda imala 4 godine ali još nije ušla u glavne sportske automobile. Kreirana je nova kompanija od strane ljudi iz auto trka, Carsport Zonda, da bi se napravila trkačka verzija. Dobili su dozvolu od Horacio Pagani i nakon par meseci napravljena je prva verzija (GR) za trke u Modeni. 
Zonda GR je zasnovana na C12 S, ali su postojale promene u širini, težini, menjaču i kočnicama, hlađenju. 0-100 km/h je postizala za 3,3 sekunde, imala je 600 konjskih snaga pri 5800 obrtaja a maksimalna brzina je 346 km/h.

## C12 S Monca
Zonda C12 S Monca (Zonda C12 S Monza) je debitovala 2004. godine na motor šou u Parizu kao zonda za privatnu upotrebu. Motor je dostizao snagu od 637 PS, pobоljšano je hlađenje, promenjena aerodinamika što je omogućilo veću brzinu. Auto je takođe bio lakši, sa polikarbonskim prozorima, drugačijim pedalama i sedištima, većim kočnicama.

## 2005 Zonda F (C12 F)
Zonda C12 F je debitovala na ženevskom motor šou 2005. godine. Najviše je toga promenjeno, iako ima zajedničkog sa prethodnicima uključujući 7.3 L V12 motor. Snaga je povećana na 602 PS, sa specijalnim clubsport modelom koji ima 683 PS. Kompanija je obećala dostizanje od 0-100 km/h za 3,5 sekundi i maksimalnu brzinu od 346 km/h. Sa promenjenom aerodinamikom se može postići i malo veća brzina.
Proizvodnja Zonda F je ograničena na 25 primeraka, i nije za američko tržište. Za 2009. godinu je najavljen model C9. 
Zonda F je dobila ime po vozaču formule 1 (Juan Manuel Fangio). Ima drugačije osvetljenje od ostalih Zondi, novi spoljni dizajn koji poboljšava aerodinamiku. Ima karbon keramičke kočnice, magnezijumske točkove...

### Zonda rodster F
Zonda rodster F (Zonda Roadster F) se pojavila na ženevskom motor šou 2006, slična je kupeu ali ima mogućnost pomeranja karbon fiber krova. Ovaj kabriolet se proizvodi u 25 primeraka. Stabilniji je u krivinama.

## Zonda R klabsport
Zonda R klabsport (R Clubsport) se pojavila na ženevskom motor šou 2007. godine. Ima V12 motor od 6 litara (Mercedes-Benz AMG). Konkurencija ovom automobilu su FXX i Maserati MC12 a ne obični sportski automobili za puteve. Zato se mislilo da ni Zonda neće biti za obične puteve već za trke. Auto je pre svega namenjen za privatne trke u nestandardnim serijama, nešto kao MC12. Za poređenje, može se navesti da FXX ima posebnu seriju za trke, tako da FXX nije ni za trke ni za puteve, i čak se ne isporučuje vlasniku, već se omogućava vlasniku da ga vozi za specijalne Ferrari događaje. Isti je slučaj i sa Zondom R CS. R CS ima samo 10% original Zondinih F delova a Horacio je izjavio da je ovo model koji pokazuje buduće mogućnosti Zonde. Motor ima 750 konjskih snaga pri 8000 obrtaja a menjač je manuelni sa 6 brzina. Cena je oko 1 200 000 dolara.

## Spoljašnje veze
- Zvanični sajt Pagani Zonda
- Video Pagani Zonda F
- Video (Fifth Gear), Zonda F
- Video Pagani Zonda vs Koenigsegg CC8S - Top Gear
- Sat/Časovnik Zonda F Архивирано на веб-сајту  (21. август 2008)